# گورستان و یادبود آمریکایی هنری-چپل

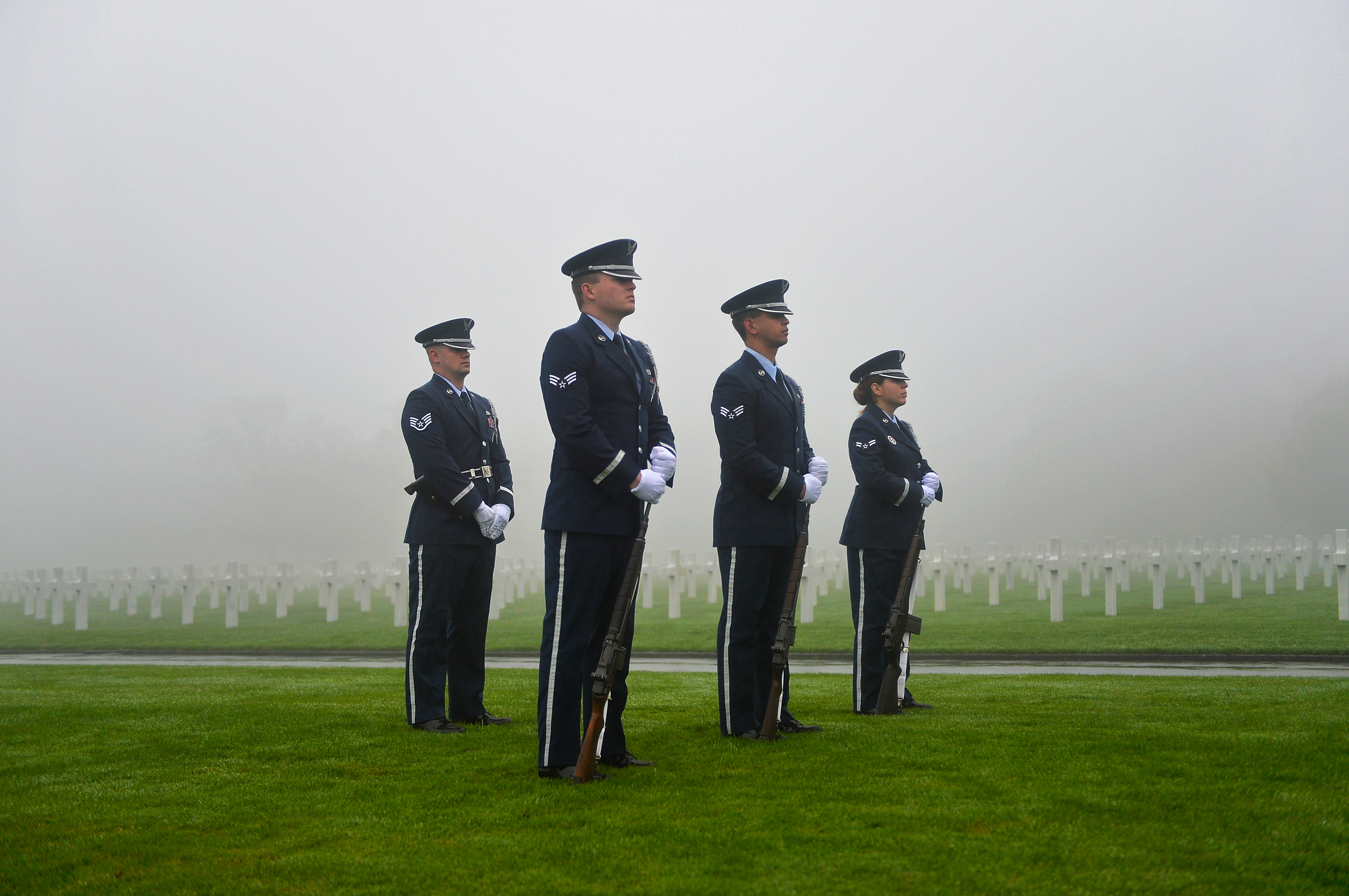
نگاره‌ای از افسران نیروی هوایی ایالات متحده آمریکا در گورستان آمریکایی هنری-چَپِل در روز کهنه‌سربازان.

یادمان و گورستان آمریکایی هنری-چَپِل (به انگلیسی: Henri-Chapelle American Cemetery and Memorial) در نزدیکی اوئلکونرئت در بلژیک. حدود ۸٬۵۰۰ عضو نیروهای مسلح ایالات متحده آمریکا‌ که در جنگ جهانی دوم کشته‌شدند، در این گورستان به‌خاک سپرده شده‌اند.